# Théâtre La Chapelle
Le Théâtre La Chapelle, fondé en 1990, est un petit théâtre d'une centaine de places, situé au 3700 rue St-Dominique à Montréal. Sa programmation multidisciplinaire est axée sur l'avant-garde et la jeune création.

## Historique
C'est en mai 1990, que Richard Simas fonde le Théâtre La Chapelle, signe un premier bail de 5 ans, réunit une première équipe et prépare une première saison complète qui sera lancée dès le mois de septembre 1990. L'idée avait germé dans les mois précédents, alors que trois artistes avaient loué, de janvier à juin 1990, l'espace du 3700, rue St-Dominique, à Montréal, pour créer puis présenter leur spectacle. Louise Bédard, Imago Théâtre et l'Ensemble TUYO présentèrent ainsi leurs œuvres dans le cadre de qu'ils avaient appelé à l'époque L'événement printemps. 
Dès les premières années de programmation, La Chapelle devient un lieu incontournable de la diffusion de la culture d'avant-garde en théâtre, en danse, et en musique actuelle. Souvent qualifiée de pépinière artistique, des artistes comme Jean-Frédéric Messier, Paula Vasconcelos, Patrice Dubois, y ont présenté certaines de leurs premières œuvres. Tout au long de son histoire, La Chapelle a souvent fait le pont entre les communautés francophone et anglophone, et aussi entre les diverses disciplines artistiques.
En 2005, le Théâtre La Chapelle a reçu la première nomination dans la toute nouvelle catégorie Nouvelles pratiques artistiques pour le Grand Prix du Conseil des arts de Montréal.
En 2016, Jack Udashkin laisse sa place à Olivier Bertrand à la direction générale et artistique du théâtre.

## Direction artistique
- 1990 à 2007 : Richard Simas (fondateur)
- 2007 à 2015 : Jack Udashkin
- 2015 - aujourd'hui : Olivier Bertrand